# Bièvre
Bièvre je řeka ve Francii, v regionu Île-de-France. Pramení u města Guyancourt a v Paříži se podzemním kanálem vlévá do Seiny. Její název je odvozen z latinského slova biber, což znamená bobr.

## Tok

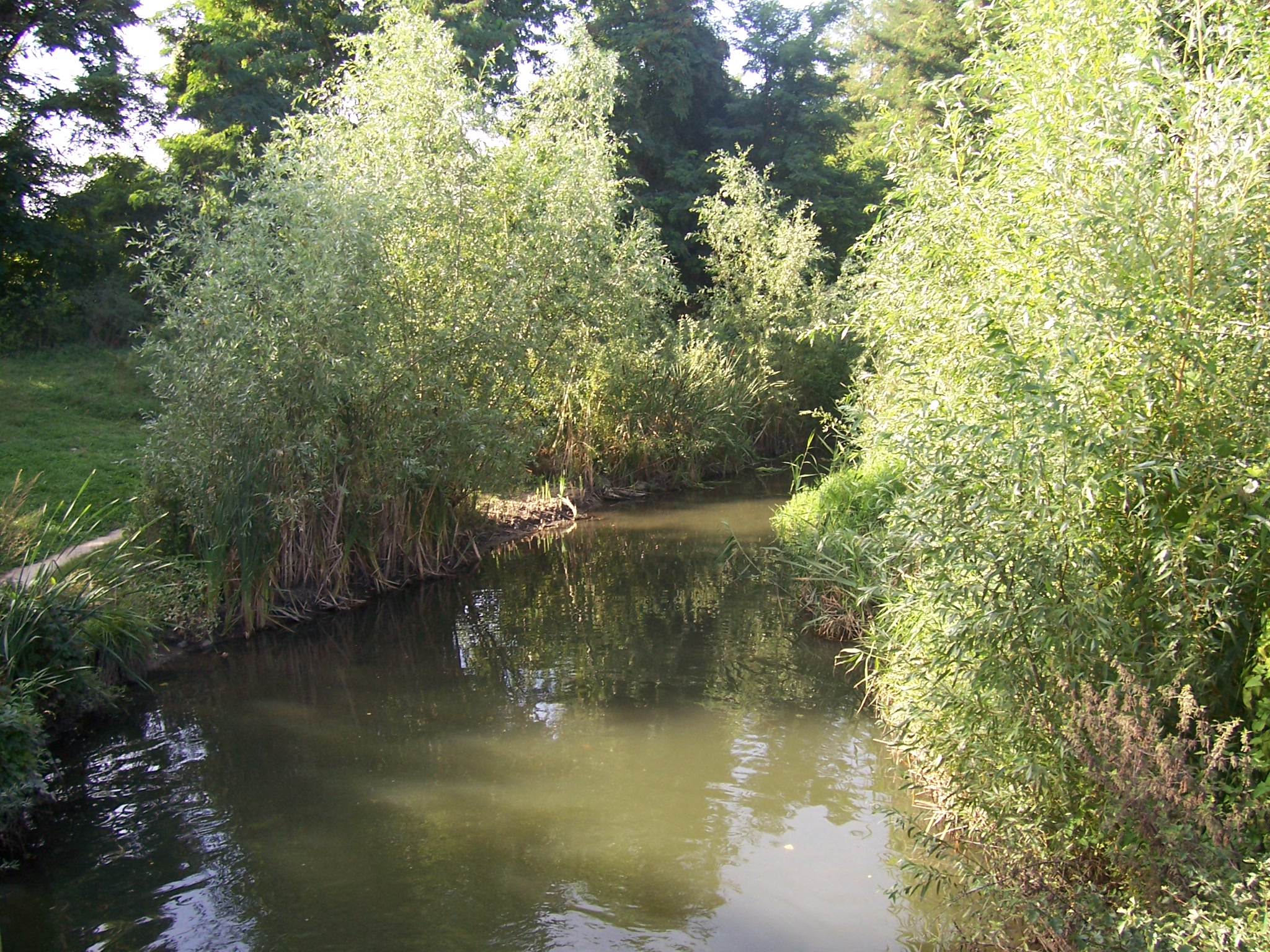
Bièvre v oblasti Val de Marne

Řeka měří 33 km, pramení u vsi Bouviers, která patří k městu Guyancourt a vzápětí protéká soustavou jezer. Následně protéká obcemi Buc, Jouy-en-Josas, Bièvres, Igny, Verrières-le-Buisson, Massy, Antony, Fresnes, L'Haÿ-les-Roses, Bourg-la-Reine, Cachan, Arcueil a Gentilly v departementech Yvelines, Essonne, Hauts-de-Seine a Val-de-Marne v hustě obydlených předměstích Paříže a nakonec protéká Paříží (přes 13. a 5. obvod), kde se na levém břehu na nábřeží Quai d'Austerlitz (poblíž Slavkovského nádraží) vlévá do Seiny. Nicméně již od města Antony teče Bièvre podzemním tunelem, který je součástí pařížských stok.

## Historie
Na horním toku zůstaly břehy řeky až do 18. století, kdy zde vzniklo několik vodních nádrží, téměř nedotčené. Na rozdíl od dolního toku, kde docházelo ke kácení lesů v opatství Saint-Germain-des-Prés, Sainte-Geneviève a Saint-Victor a komendě Saint-Jean-de-Latran a v roce 1686 k výstavbě vodovodu na tehdejším královském panství Buc pro zásobování vodotrysků v parcích zámku Versailles. Bièvre byla lemována mnoha prádelnami, roztáčela několik mlýnů a v Jouy-en-Josas zásobovala manufakturu na sukno.

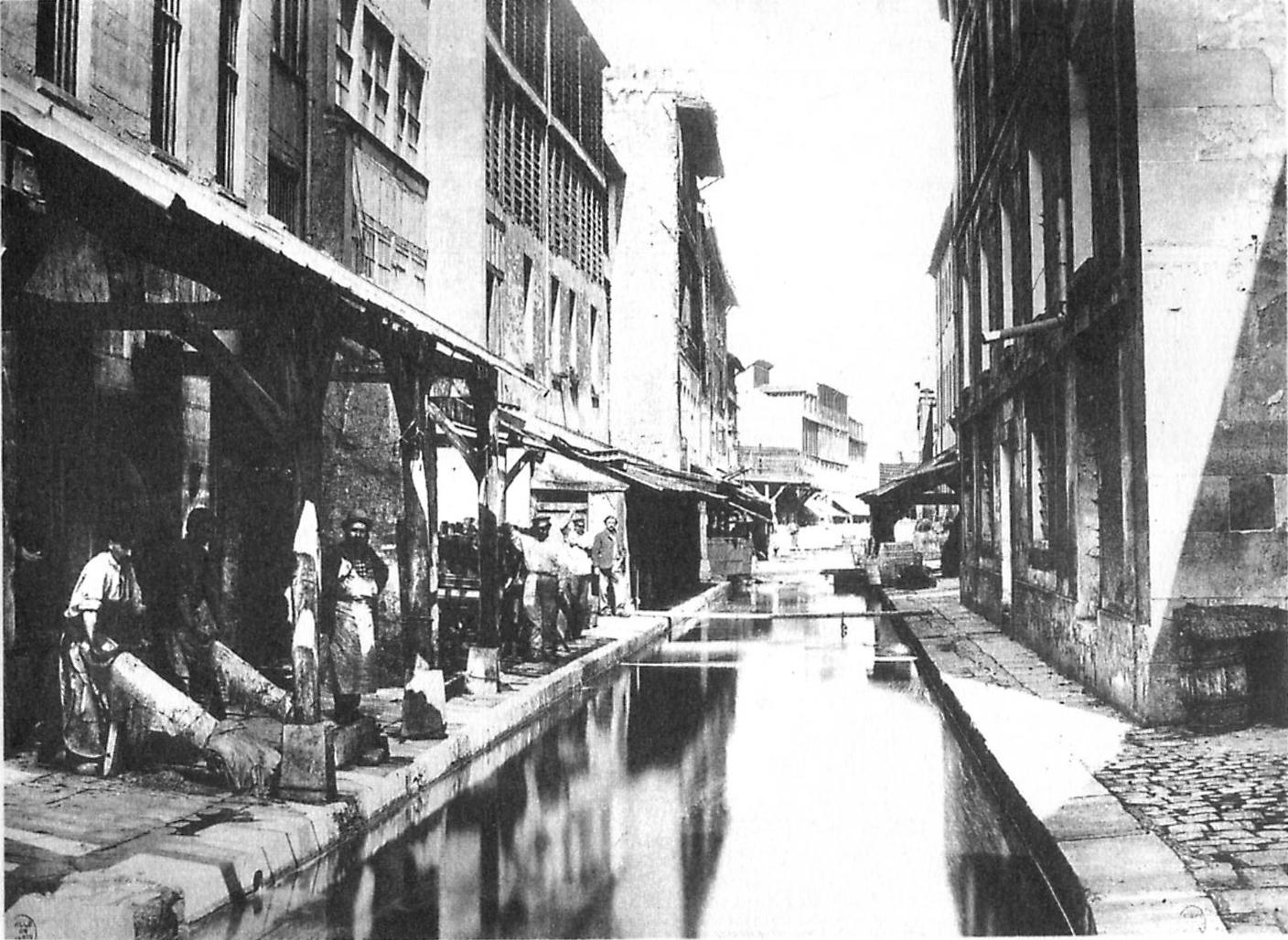
Koželužny na březích řeky

Střední tok řeky mezi městy Antony a Gentilly byl od roku 1900 nejprve částečně sveden do podzemního kanálu a od 30. let do roku 1956 pak byl celý úsek mezi Arcueil a Cachan umístěn do podzemí.
Dolní tok na území dnešní Paříže byl již ve středověku ovlivněn lidskou činností. S rostoucím osídlením se na břehu řeky stavěla jatka, koželužny a barvírny, které řeku používaly jako odpadní stoku. Do řeky byly svedeny i další odpadní strouhy z okolí. Proto byla řeka z hygienických důvodů v 19. století svedena do podzemního kanálu. Dnes již nejsou na povrchu žádné stopy po její existenci, s výjimkou několika topografických názvů jako Rue du Moulin-des-Prés (ulice Mlýna v lukách), Rue Glacière a stejnojmenná stanice metra - ledárna podle místa, kde se získával v zimě led do sklepů, Rue Croulebarbe (název mlýna) nebo Rue du Fer-à-Moulin (ulice Železného mlýna).

## Plánovaný rozvoj
Horní tok řeky Bièvre je oblíbenou rekreační oblastí. Na předměstí je proto snaha vytvořit podél řeky síť pěších a cyklistických stezek. První trasa o délce asi jeden kilometr byla otevřena v roce 2000 mezi Verrières-le-Buisson a Massy.